# Weerribben
Weerribben este o arie protejată (arie de protecție specială avifaunistică — SPA) din Țările de Jos întinsă pe o suprafață de 3.325 ha, integral pe uscat.

## Localizare
Centrul sitului Weerribben este situat la coordonatele 52°46′54″N 5°57′09″E / 52.7816°N 5.9525°E.

## Înființare
Situl Weerribben a fost declarat arie de protecție specială avifaunistică în octombrie 1986 pentru a proteja 8 specii de animale.

## Biodiversitate
Situată în ecoregiunea atlantică, aria protejată nu include niciun habitat protejat.
La baza desemnării sitului se află mai multe specii protejate de  păsări (8): lăcar mare (Acrocephalus arundinaceus), lăcar-de-rogoz (Acrocephalus schoenobaenus), stârc roșu (Ardea purpurea), buhai de baltă (Botaurus stellaris), chirighiță neagră (Chlidonias niger), becațină comună (Gallinago gallinago), grelușel-de-zăvoi (Locustella luscinioides), cresteț pestriț (Porzana porzana).